# Résolution 500 du Conseil de sécurité des Nations unies
Membres permanents
- Chine
- États-Unis
- France
- Royaume-Uni
- URSS

Membres non permanents
- Espagne
- Guyana
- Irlande
- Jordanie
- Japon
- Panama
- Pologne
- Togo
- Ouganda
- Zaïre

Résolution no 499 Résolution no 501
La résolution 500 du Conseil de sécurité des Nations unies, adoptée le 28 janvier 1982, après avoir examiné l'ordre du jour du Conseil et compte tenu de l'absence d'unanimité parmi ses membres permanents, le Conseil de sécurité a décidé de convoquer une réunion d'urgence de l'Assemblée générale des Nations unies pour discuter l'occupation israélienne du plateau du Golan.
La résolution, à laquelle les États-Unis avaient opposé leur veto le 20 janvier 1982, a été adoptée par 13 voix contre zéro, avec deux abstentions du Royaume-Uni et des États-Unis.
À la suite de cette résolution, la neuvième session extraordinaire d'urgence de l'Assemblée générale des Nations unies a eu lieu.

## Voir également
- Conflit israélo-arabe
- Plateau du Golan
- Relations entre Israël et la Syrie
- Résolution « L'Union pour le maintien de la paix »